# José Mercado
José Gabriel Mercado Estacio (ur. 24 listopada 1988) – ekwadorski zapaśnik walczący w obu stylach. Zajął 31 miejsce na mistrzostwach świata w 2011. Piąty na igrzyskach panamerykańskich w 2011, mistrzostwach panamerykańskich w 2011, a także na igrzyskach Ameryki Południowej w 2014. Medalista mistrzostw Ameryki Płd. z 2013 i 2014. Zdobył dwa medale na  igrzyskach boliwaryjskich w 2013 roku.